# 海因里希·古斯塔夫·赖兴巴赫
海因里希·古斯塔夫·赖兴巴赫（Heinrich Gustav Reichenbach，1823年1月3日—1889年5月6日）为分类学家、植物学家及19世纪德国最著名的兰花学家。

## 生平
海因里希·古斯塔夫·赖兴巴赫18岁开始研究兰花。其以关于兰花花粉的研究获得了植物学博士学位。
1855年，其毕业后不久，他便在莱比锡被任命为特派植物学教授。1863年至1889年，他成为汉堡大学植物园园长。
当时，数以千计的新种兰花被送往欧洲。他负责进行鉴别，描述和分类。他还命名了大量新物种，但其中很多描述是错误的，导致了许多物种分类混乱。
1865年，他的朋友，被誉为“兰花之父”的约翰·林德利去世后，海因里希·古斯塔夫·赖兴巴赫便成为了兰花界的权威。
他巨大的植物标本馆和图书馆都遗赠于奥地利維也納的自然历史博物馆，而不是邱园。他这么做可能是为了表达对邱园分类学家罗伯特·艾伦的不满。这导致了大量兰花物种双重或多重描述，后来不得不予以纠正。
海因里希·古斯塔夫·赖兴巴赫死后，他的研究由弗里德里希·威廉·路德维希·卡雷恩泽林继续。
1886年，弗雷德里克·桑德委托亨利·穆恩为海因里希·古斯塔夫·赖兴巴赫描述了192种兰花配水彩画。即《Reichenbachia》，其成为了有史以来最丰富的兰花参考来源。

## 以其命名的属种
- Reichenbachanthus
- Chondrorhyncha reichenbachiana （现在为Benzingia reichenbachiana (Schltr.) Dressler  2005的同物异名）
- Kefersteinia reichenbachiana
- Masdevallia reichenbachiana
- Microstylis reichenbachiana
- Nepeta reichenbachiana
- Phalaenopsis reichenbachiana
- Pinguicula longifolia subsp. reichenbachiana
- Restrepiopsis reichenbachiana
- Sievekingia reichenbachiana
- Stanhopea reichenbachiana
- Viola reichenbachiana

## 扩展阅读
- Books by H.G. Reichenbach at the Biodiversity Heritage Library  （页面存档备份，存于）
- List of plants described by H.G. Reichenbach on IPNI  （页面存档备份，存于）